# محلة جامع جمشيد
محلة جامع جمشيد حي من الأحياء السكنية التاريخية في مدينة الموصل القديمة في العراق. يقع إلى الشرق من محلة باب المسجد.

## معالم المحلة
أهم معالمه جامع جمشيد الذي سميت المحلة باسمه. كما أن فيه عدد من المساجد والأضرحة والتكايا.